# 有齿背鳞虫
有齿背鳞虫（学名：Lepidonotus dentatus）为多鳞虫科背鳞虫属的动物，是中国的特有物种。分布于黄海等海域，主要生活于黄海潮间带沙滩。

## 亚种
- 海南有齿背鳞虫（学名：Lepidonotus dentatus hainanicus），Uschakov于1982年命名，是中国的特有物种。分布于海南岛等地，主要生活于海南岛低潮带。[2]